# 17096 Takemaru
17096 Takemaru este o planetă minoră (asteroid), cu un diametru de 5,613 km, din centura de asteroizi. A fost descoperită pe 10 mai 1999 la Experimental Test Site⁠(d) de Lincoln Near-Earth Asteroid Research. 
Obiectul prezintă o orbită caracterizată de o semiaxă mare de 2,8527613 UAi, o excentricitate de 0,0861162, o înclinație de 2,91753 ° în raport cu ecliptica.